# Carnaval (ballet)

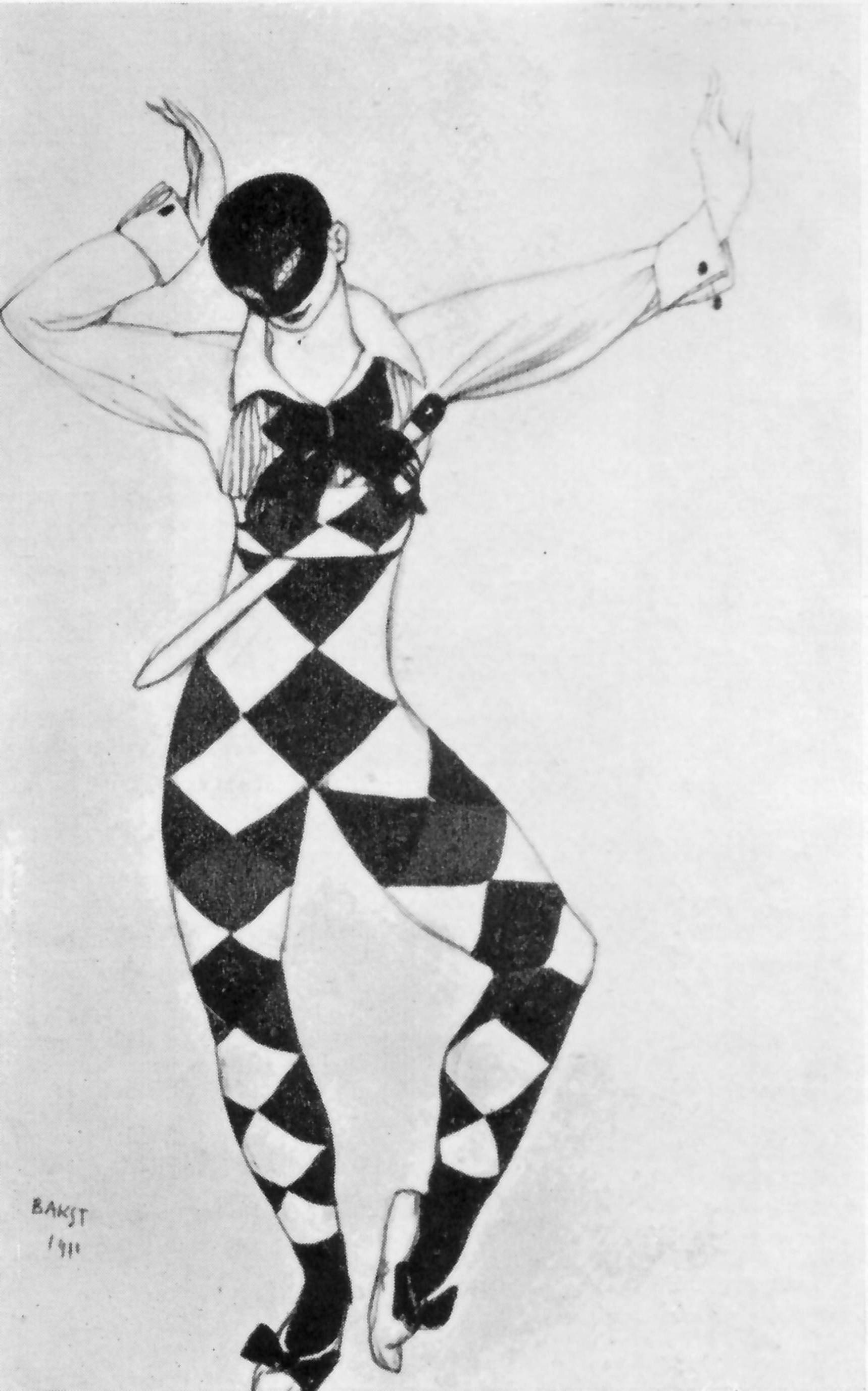
Figurín para Arlequín de Bakst, 1909

Carnaval es un ballet en un acto creado por el coreógrafo ruso Michel Fokine sobre la suite para piano en 21 escenas, opus 9 (1834-35) de Robert Schumann. La música eminentemente romántica da pie a un divertimento sobre las veleidades del amor de aire frívolo pero de trasfondo melancólico. Fokine acertó al fundir el tema de las máscaras de carnaval con el carácter romántico de la música y los personajes de la Comedia del arte italiana, creando un mundo poético de múltiples facetas pero con un claro hilo dramático.

## Primera versión
La primera versión de Carnaval fue montada por Fokine en pocos días con ocasión de una fiesta organizada por la revista "Satiricón" de San Petersburgo. En la función, que tuvo lugar en la Sala Pávlova el 5 de marzo de 1910, intervinieron con carácter no oficial bailarines del Ballet Imperial que también pertenecían a los Ballets Rusos de Serguéi Diáguilev. En esta versión casi improvisada sobre la marcha, que se bailó ante un decorado sencillo de cortinajes oscuros y con acompañamiento de piano, ya estaban fijados tanto el ambiente romántico como la coreografía innovadora en su fluidez informal y los personajes del ballet.
El reparto de la primera representación fue el siguiente:

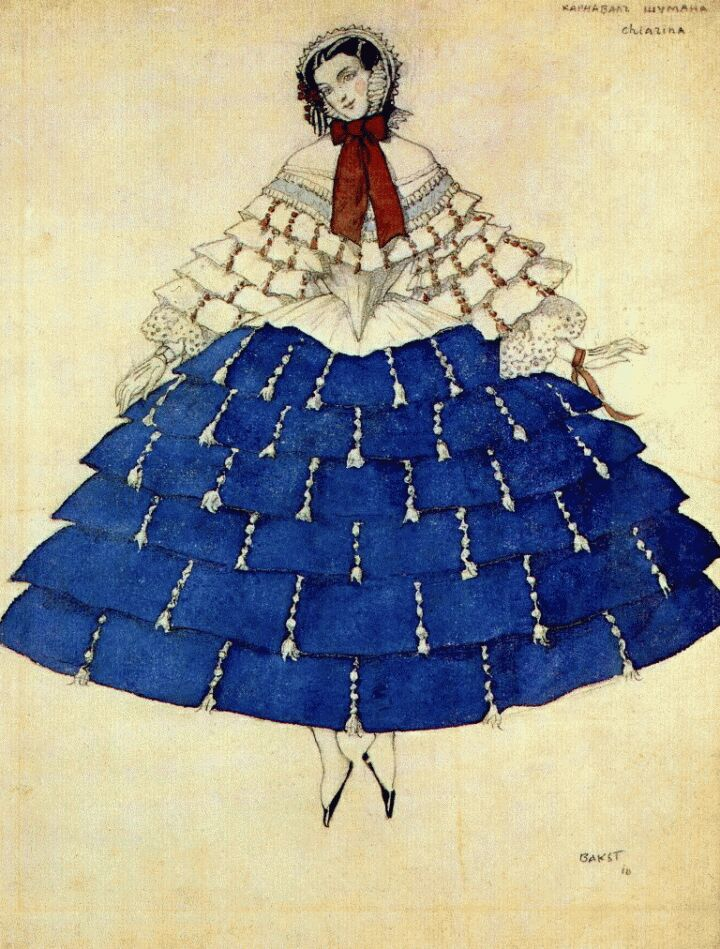
Figurín para Chiarina de Bakst, 1909

Colombina -- Tamara Karsávina;
Arlequín -- Leonid Leóntiev;
Chiarina -- Vera Fókina;
Pierrot -- Vsévolod Meyerhold;
Pantalone -- Alfred Bekefi;
Estrella -- Ludmila Schollar;
Papillon -- Bronislava Nijinska;
Florestan -- Vaslav Nijinski;
Eusebio -- Aleksandr Shiriáiev.

## Segunda versión
La segunda versión del ballet, afinada para la 2ª gira de los Ballets Rusos a las capitales europeas en la primavera de 1910, Fokine utilizó la orquestación de la suite de Schumann que Glazunov, Rimski-Kórsakov, Liádov y Cherepnín habían realizado en 1902 con motivo de un concierto en memoria de Antón Rubinstein. Bakst creó un decorado sobrio con cortinajes azul oscuro adornados de una cenefa de flores estilizadas en rojo, negro y oro en la parte superior, y contribuyó unos figurines inspirados en la moda del Biedermeier alemán de hacia 1830 y en los trajes tradicionales de la Comedia del arte italiana, una mezcla que acentuaba el carácter fantástico de la pieza.
El estreno de Carnaval tuvo lugar en el Theater des Westens de Berlín, el 20 de mayo de 1910, durante la breve visita que hicieron los Ballets Rusos de camino a París. Como algunas estrellas se unían a la compañía en París, hubo algunas sustituciones en la lista de intérpretes, así p.ej. Lidia Lopujova fue Colombina sustituyendo a Tamara Karsávina y Adolph Bolm hizo el papel de Pierrot. Tanto el público como la crítica berlineses supieron apreciar la sutil ironía del divertimento situado entre el tardoromanticismo alemán y el vitalismo italianizante vistos a través de un prisma ruso. En París, donde Carnaval fue presentado poco después, el 4 de junio, en la Ópera, en el mismo programa que el exótico Sheherezade no entusiasmó tanto este combinado cultural. Los intérpretes fueron esta vez: Colombina -- Lidia Lopujova; Arlequín -- Michel Fokine; Chiarina -- Vera Fókina; Pierrot -- Alexis Bulgákov; Pantalone -- Orlov; Estrella -- Maria Pilz; Papillon -- Bronislava Nijinska; Florestan -- Vasíliev; Eusebio -- Scherer.

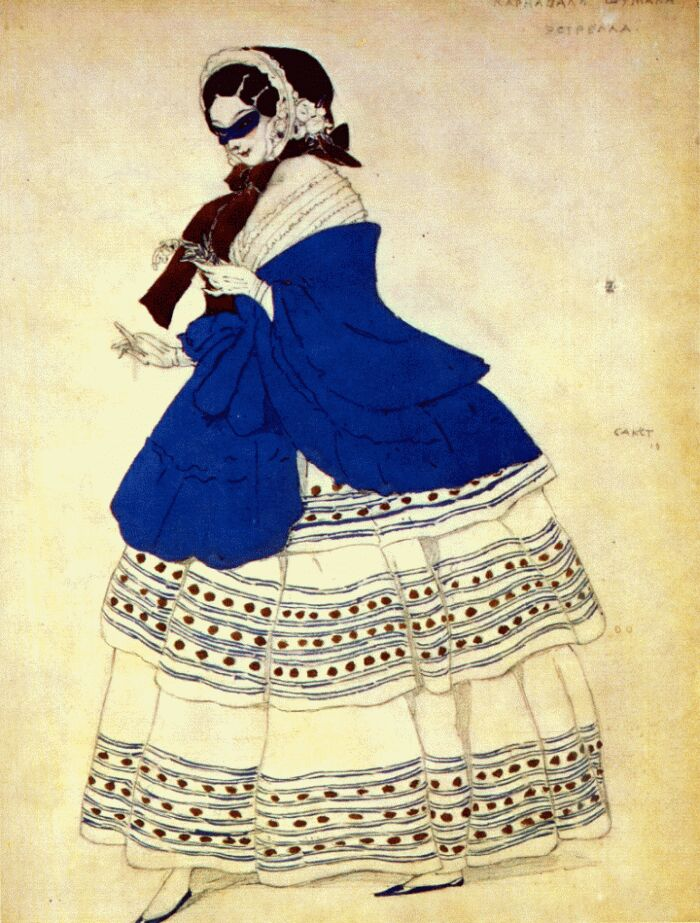
Figurín de Bakst para Estrella, 1909

Nijinski bailó Carnaval interpretando por primera vez el papel de Arlequín con Karsávina durante la 3ª temporada de los Ballets Rusos en París, en el Théâtre du Châtelet, en junio de 1911. Carnaval y El Espectro de la rosa, de ese mismo año, serían las interpretaciones más famosas de la pareja Nijinski-Karsávina. En la subsiguiente temporada de la compañía en Londres Carnaval fue una de las piezas más celebradas en la presentación de los Ballets Rusos en el Covent Garden londinense, el 21 de junio de 1911.
Carnaval fue un número fundamental del repertorio de los Ballets Rusos hasta su disolución en 1929 a la muerte de Diáguilev. Se mantuvo algún tiempo gracias a reposiciones como la del Ballet Rambert de 1930, la de Fokine para el American Ballet Theatre de 1940, las del Royal Ballet de 1933 y 1947, la de los Ballets de Barcelona de Joan Magriñá de 1951 y alguna esporádica en los años 60. Luego desapareció de las programaciones debido a que, como ocurre a menudo en el mundo del ballet, se había perdido la coreografía original. La escenografía y el vestuario originales de Bakst sin embargo aún siguen vivos.